# Capilla Sagrario de María Santísima de los Dolores
La capilla Sagrario de María Santísima de los Dolores en la iglesia de San Lorenzo Mártir de Cádiz fue inaugurada y bendecida el 25 de marzo de 1774, siendo su construcción posible gracias a la donación que a su muerte (8-4-1757) hiciese de todos sus bienes a favor de la Orden de los Servitas, la camarista de la Virgen, María Paula Enríquez.
Es capilla Sagrario de la iglesia parroquial de San Lorenzo en Cádiz desde el 17 de enero de 1858.
De planta rectangular, en ella se encuentra un retablo mayor de estilo neoclásico obra de Juan Rosado en el año 1879, que preside en su camarín central de estilo churriguesco (que correspondía al anterior retablo que tuvo la capilla) la imagen de María Santísima de los Dolores, imagen que fue coronada canónicamente el 17 de septiembre de 2011, a cuyos pies se encuentra entronizado el Santísimo Sacramento, siendo rematado el retablo por la imagen del Cristo del Amparo, la cual ha vuelto a su lugar original tras la restauración a que fue sometida la capilla entre los años 2009 y 2011. Las hornacinas laterales del retablo acogen las imágenes de San Felipe Benizio y San Peregrino Laziosi.
Los altares laterales, de estilo barroco, están presididos por las imágenes de San Juan Bautista y San Francisco Javier respectivamente, cobijando los mismos otras imágenes y pinturas, como San Ildefonso, Pastora, Santa Mónica y Santa Rita, San Juan Nepomuceno, San José, Virgen Enfermerita.
En los muros laterales de la capilla se pueden contemplar dos ángeles lampadarios del siglo XVIII.
La capilla se encuentra rematada en su coro alto por cuatro medios puntos, en los que se representa pictoricamente el origen de la Orden en Cádiz, instantes de la vida de San Felipe Benizio, los Siete Santos Padres Fundadores de la Orden de los Siervos de María y en el que se sitúa encima del altar mayor pasajes de la vida de Jesús, siendo la parte central del mismo, en la que se representa al Dios Padre añadida con motivo de las obras de restauración llevadas a cabo en el año 1943.
En el coro bajo se sitúan dos cornucopias doradas en la que se representa a un Niño Jesús Pasionista y un Nazareno.
La capilla ha sido objeto de obras de reforma y restauración en varias ocasiones, siendo la más importante la restauración integral que de la misma se ha llevado a cabo entre los años 2009 y 2011 por las empresas JMR (obras) y Ars Nova (retablos, pinturas y esculturas).